# Ил и Вилен
Ил и Вилен (фр. Ille-et-Vilaine) департман је у северозападној Француској. Припада региону Бретања, а главни град департмана (префектура) је Рен. Департман Ил и Вилен је означен редним бројем 35. Његова површина износи 6.775 km². По подацима из 2010. године у департману Ил и Вилен је живело 988.140 становника, а густина насељености је износила 146 становника по км².
Овај департман је административно подељен на:
- 4 округа
- 53 кантона и
- 352 општина.

## Демографија
| 1999.   |
| ------- |
| 903.400 |